# 沃川サービスエリア
沃川サービスエリア（オクチョンサービスエリア）は忠清北道沃川郡の京釜高速道路上にあるサービスエリア。

## 道路
- 京釜高速道路

## 施設

### ソウル方向
- レストラン
- うどん
- スナック
- コーヒー専門店
- コンビニエンスストア
- ガソリンスタンド（HD現代オイルバンク）（LPG充填所併設）
- 駐車場（大型62台、小型73台）

### 釜山方向
- レストラン
- うどん
- ガソリンスタンド（エスオイル）（LPG充填所併設）
- 駐車場（大型75台、小型73台）

## 隣
錦江SA/IC - 沃川SA - 沃川IC